# 普季夫西克
51°56′32″N 33°15′56″E / 51.94222°N 33.26556°E
普季夫西克（烏克蘭語：Путивськ），是烏克蘭的村落，位於該國北部切爾尼戈夫州，由諾夫哥羅德-謝韋爾斯基區負責管轄，始建於1500年，面積0.35平方公里，海拔高度122米，2001年人口73，人口密度每平方公里208.6人。